# Сантана-ду-Дезерту
Сантана-ду-Дезерту (порт. Santana do Deserto) — муниципалитет в Бразилии, входит в штат Минас-Жерайс. Составная часть мезорегиона Зона-да-Мата. Входит в экономико-статистический микрорегион Жуис-ди-Фора. Население составляет 3833 человека на 2007 год. Занимает площадь 182,207 км². Плотность населения — 22,2 чел./км².

## История
Город основан 2 марта 1963 года.

## Статистика
- Валовой внутренний продукт на 2003 год составляет 15 583 375,00 реалов (данные: Бразильский институт географии и статистики).
- Валовой внутренний продукт на душу населения на 2003 год составляет 3978,40 реалов (данные: Бразильский институт географии и статистики).
- Индекс развития человеческого потенциала на 2000 год составляет 0,744 (данные: Программа развития ООН).